# Iaeger
Iaeger is een plaats (town) in de Amerikaanse staat West Virginia, en valt bestuurlijk gezien onder McDowell County.

## Demografie
Bij de volkstelling in 2000 werd het aantal inwoners vastgesteld op 358.
In 2006 is het aantal inwoners door het United States Census Bureau geschat op 309, een daling van 49 (-13,7%).

## Geografie
Volgens het United States Census Bureau beslaat de plaats een oppervlakte van
2,1 km², geheel bestaande uit land. Iaeger ligt op ongeveer 320 m boven zeeniveau.

## Plaatsen in de nabije omgeving
De onderstaande figuur toont nabijgelegen plaatsen in een straal van 24 km rond Iaeger.